# Товтра Вербецька
То́втра Вербе́цька — товтра, ботанічний заказник загальнодержавного значення в Україні. Розташований у межах Кам'янець-Подільського району Хмельницької області, на захід від села Вербка. Входить до складу національного природного парку «Подільські Товтри». 
Площа заказника 9,3 га. Заповіданий постановою РМ № 166 від 15 липня 1977 року. 
У межах заказника збереглися рідкісні види степової рослинності, в тому числі: горицвіт весняний, молочай волинський, сон великий, ковила волосиста, лощиця дністровська. 
Ботанічний заказник «Товтра Вербецька» входить до складу природно-заповідного фонду України, охороняється як національне надбання і є складовою частиною системи природних територій та об'єктів, що перебувають під особливою охороною.

### Вандалізм
У 2023 році поблизу села Вербка викрали унікальні каміння з заповідної зони «Подільські товтри», іногородні ландшафтні дизайнери налаштували цілу схему по вивезенню рідкісних каменів вкритих лишайниками аж до дендропарку в Київ.

## Зображення

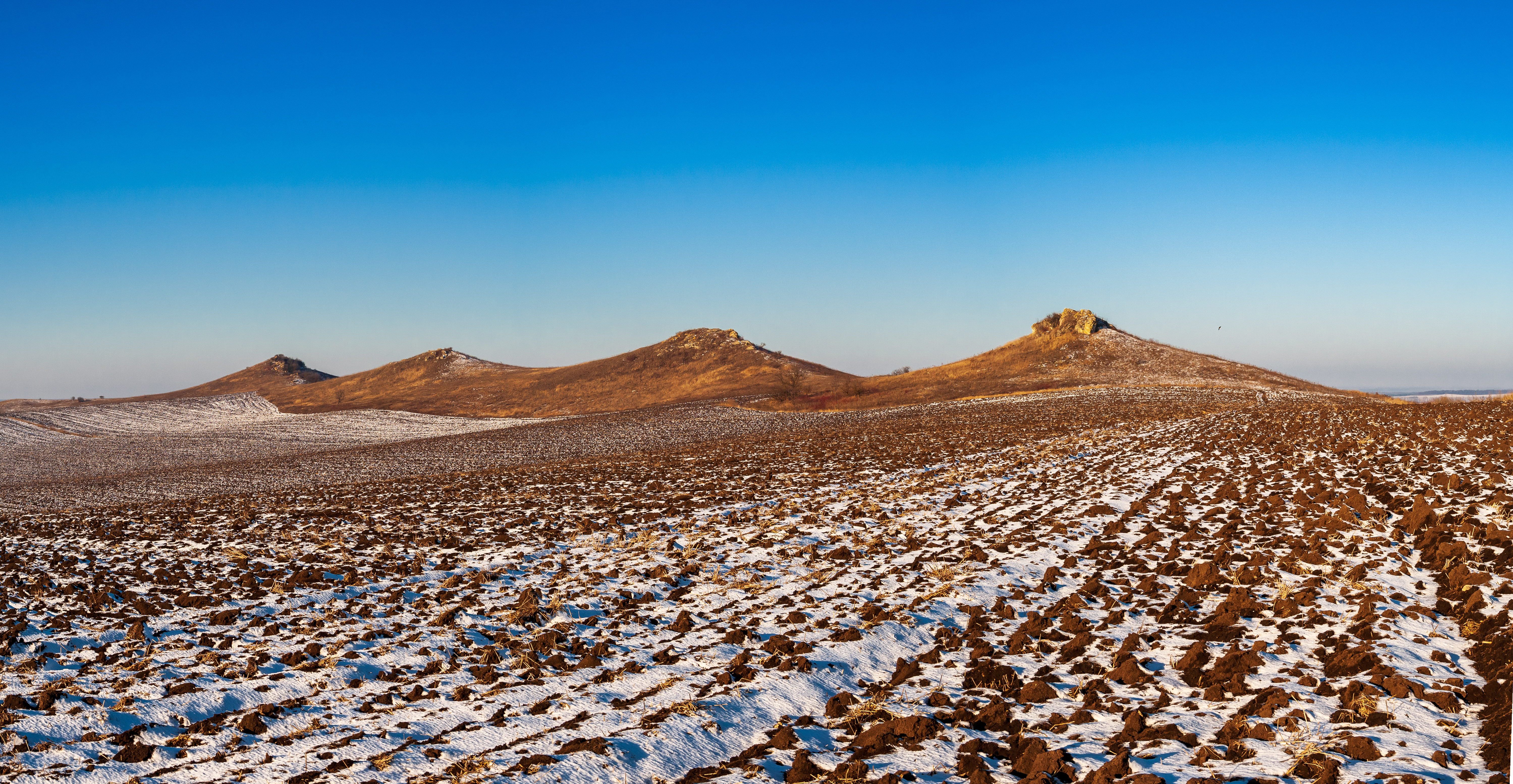
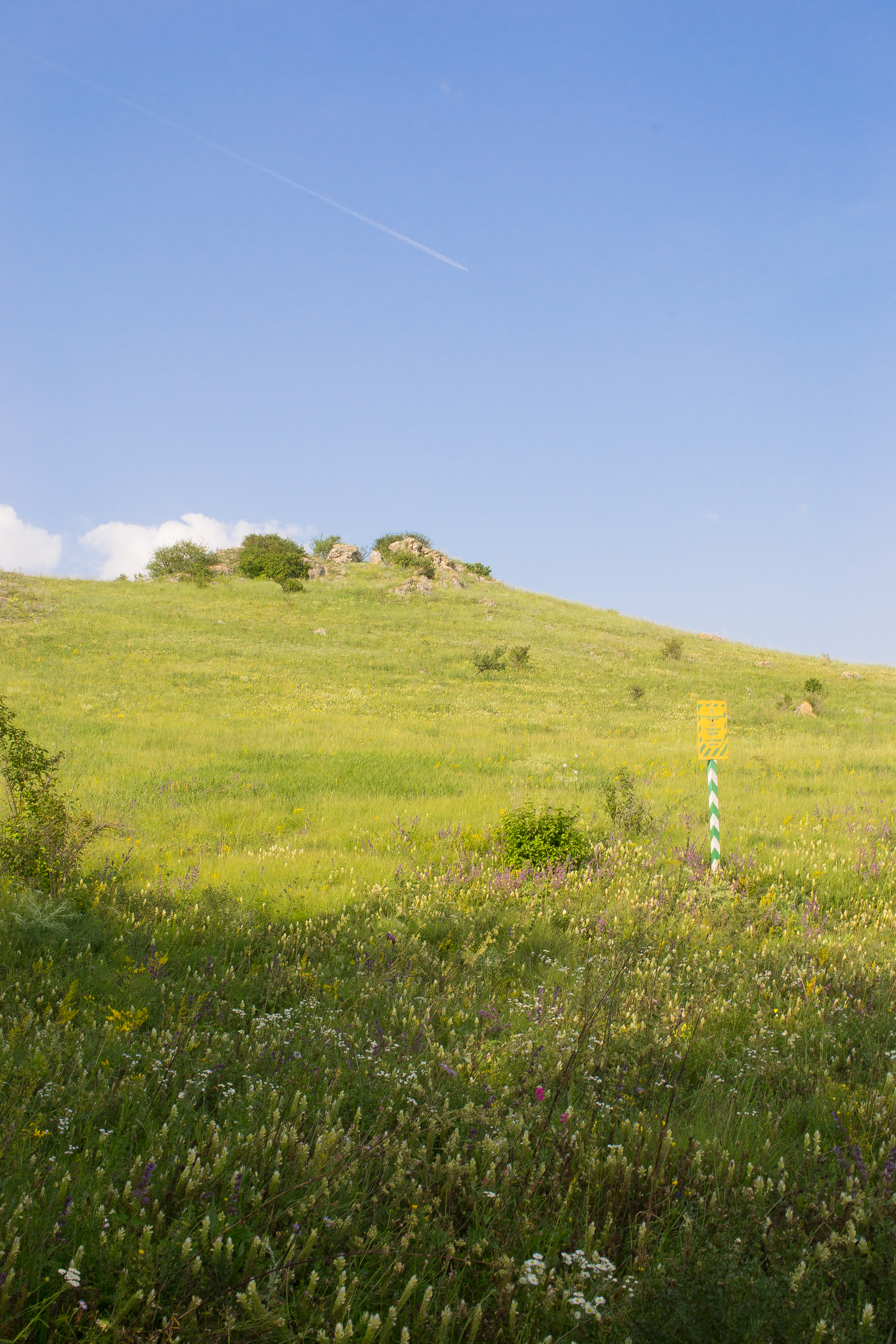
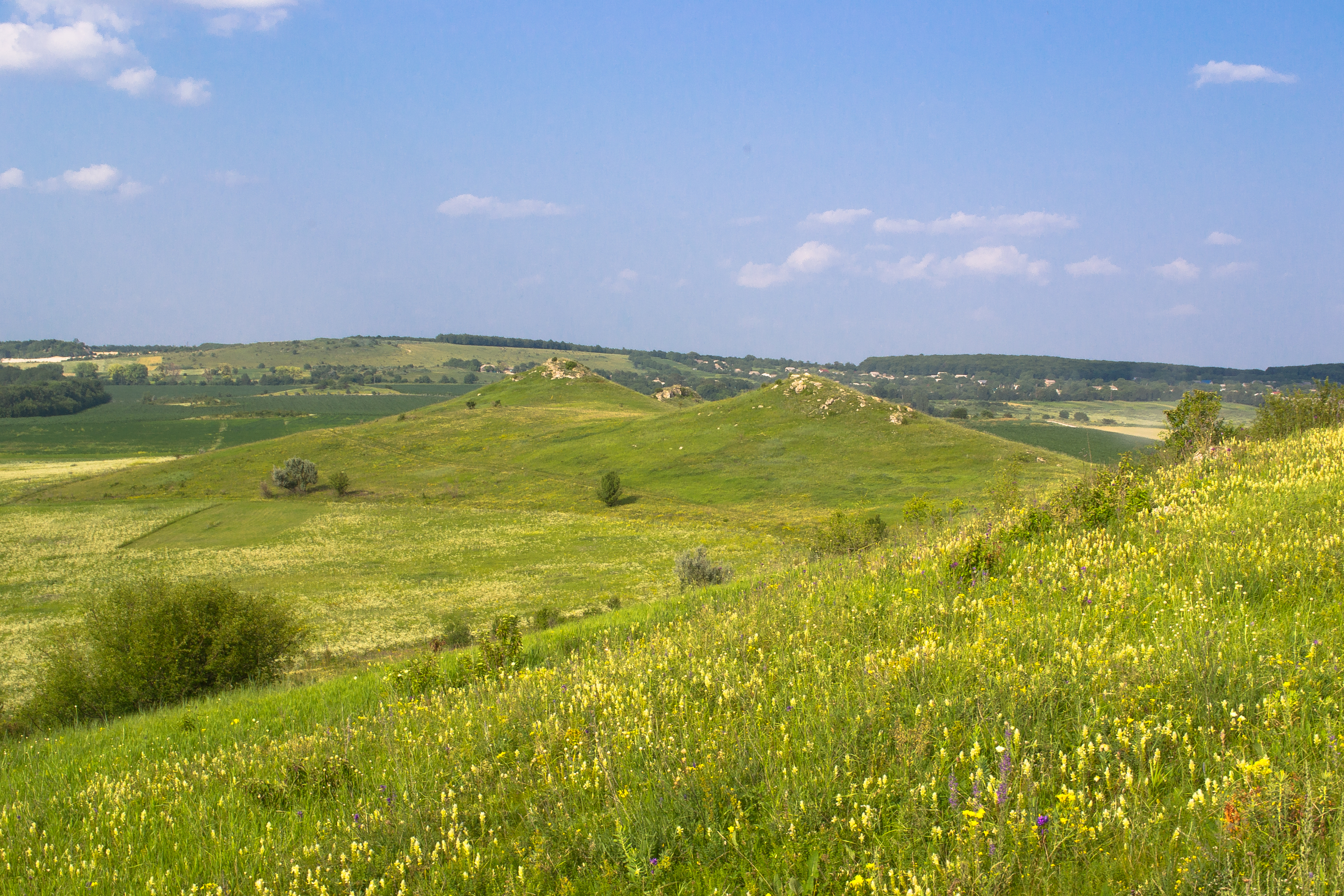
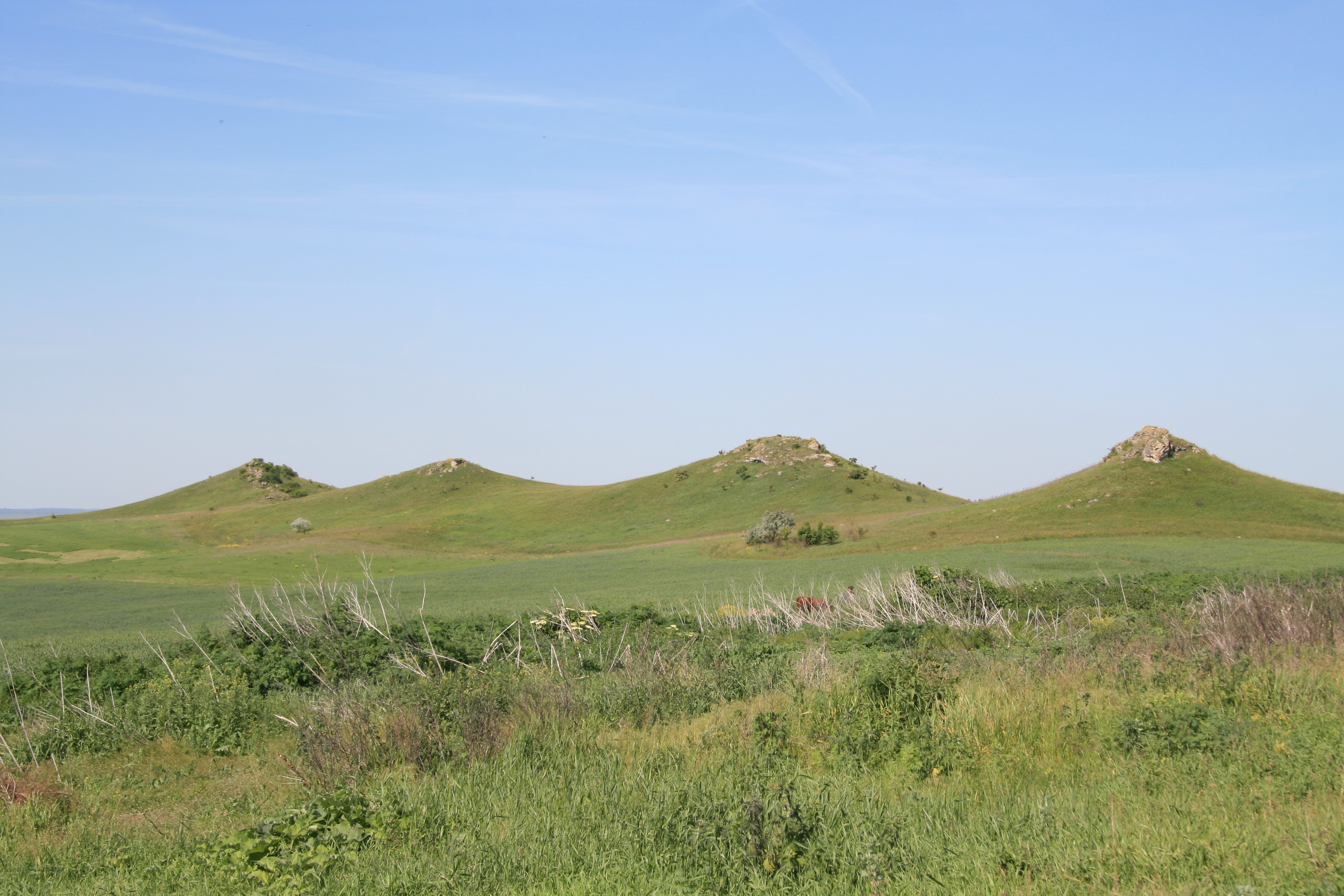
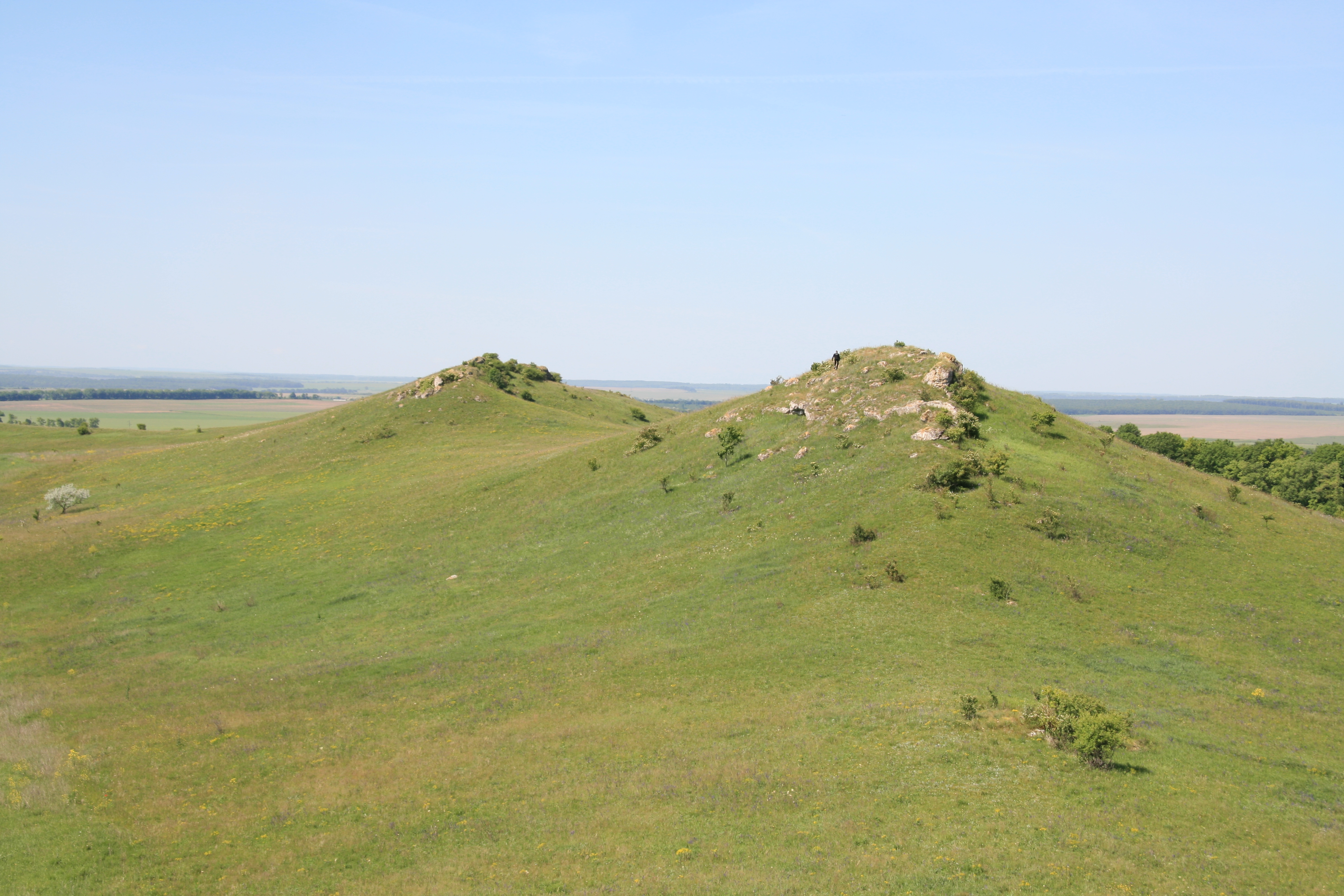
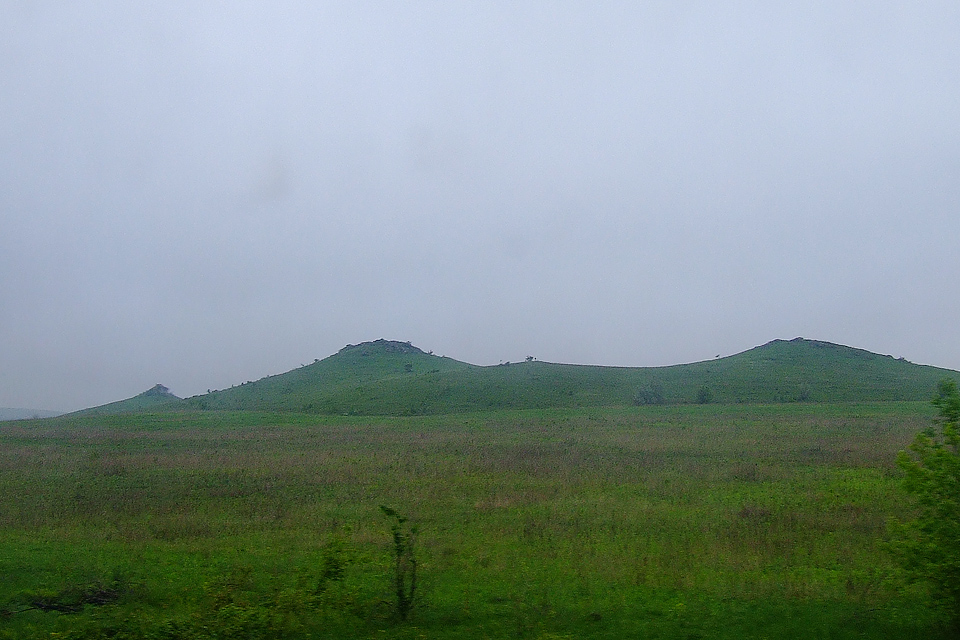